# Nile (gruppo musicale)
I Nile sono un gruppo musicale death metal statunitense, formatosi a Greenville, Carolina del Sud, nel 1993. Le loro influenze ed i testi rimandano principalmente all'Antico Egitto e ai racconti del Ciclo di Cthulhu dello scrittore Howard Phillips Lovecraft.

## Storia del gruppo

### Dal 1993 al 2001

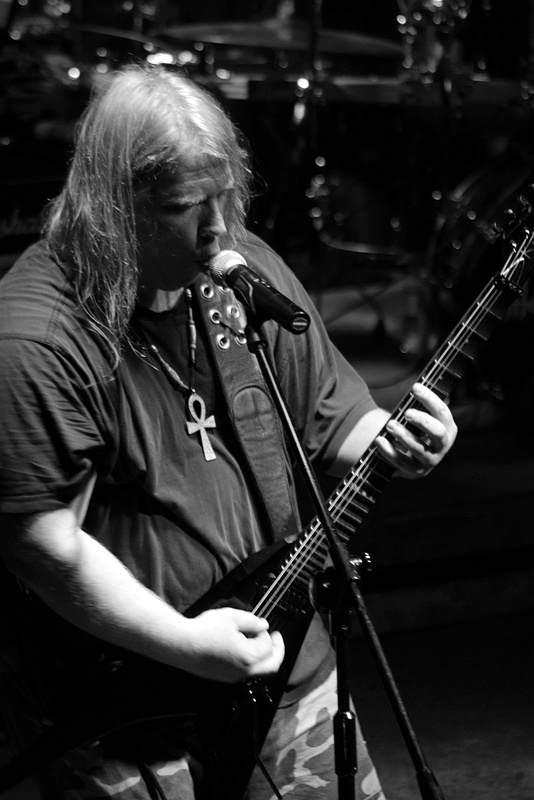
Il frontman Karl Sanders nel 2011

Formati nel 1993 per volere del leader Karl Sanders (chitarra e voce, già roadie dei Morbid Angel), Chief Spires (basso e voce) e Pete Hammoura (batteria), il gruppo combina la passione per la storia, la cultura ed il folklore dell'Antico Egitto con quella per il death metal moderno. Questa combinazione si riflette quindi sui testi: l'approccio lirico, unico nel panorama del metal estremo, è ispirato dalle interpretazioni di Karl Sanders su antiche iscrizioni egizie, papiri, geroglifici e raffigurazioni su tombe che ben descrivevano rituali e cerimonie religiose. Nel 1996 il gruppo pubblica l'EP di tre canzoni Ramses Bringer of War, pubblicato per la neonata Visceral Productions, e più tardi nel 1997 con l'aggiunta del secondo chitarrista Dallas Toler-Wade inizia anche a esibirsi più frequentemente dal vivo; vengono notati dalla Relapse Records, che li mette sotto contratto. L'album d'esordio della band, Amongst the Catacombs of Nephren-Ka, viene supportato da un tour di 18 mesi (supporteranno anche i Morbid Angel nel loro tour mondiale) che terminerà con la loro esibizione al Dynamo Festival nei Paesi Bassi nel 1999. Al ritorno dal tour, Sanders e gli altri hanno ora il tempo per potersi concentrare sul materiale e sulle idee che avevano abbozzato dal 1997. Nella primavera del 2000 i Nile entrano nei Soundlab Studios per la seconda volta insieme al produttore Bob Moore e registrano il secondo album Black Seeds of Vengeance. Anche in queste composizioni, come nel precedente disco, vengono adoperati strumenti non convenzionali come tablas, tempuras, sitar, gong, kettle drum e corni tibetani, che ben riescono ad evocare un'atmosfera cinematografica. Pete Hammoura lascerà poi, in buoni termini, la band una volta finite le registrazioni, che vedranno incluso anche il batterista degli Hate Eternal, Derek Roddy. Dopo aver sostituito Hammoura con l'ex batterista degli Angelcorpse, Tony Laureano, che entra in pianta stabile, il gruppo intraprende un nuovo tour mondiale, mentre Black Seeds of Vengeance viene eletto come album dell'anno dalla rivista inglese Terrorizer.

### Dal 2002 al 2014

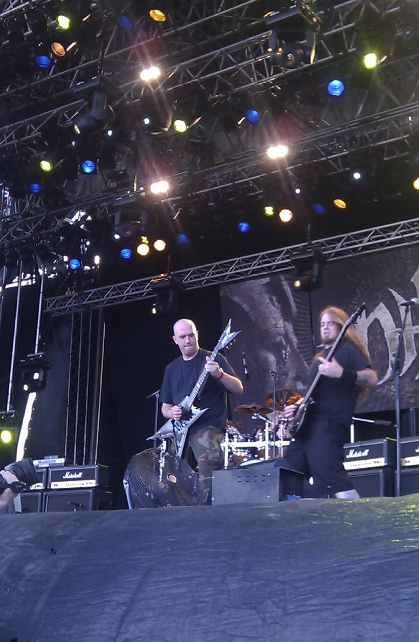
I Nile al Metaltown 2010

La band subisce poi una battuta d'arresto per problemi interni dovuti all'abbandono del cantante e bassista Chief Spires, che sarà sostituito tempo dopo da Jon Vesano (ex Dark Moon) ancora in veste di session man. La formazione Vesano, Sanders, Toler-Wade e Laureano registra nel 2002 il terzo album In Their Darkened Shrines, che bissa i due lavori precedenti in quanto di successo di pubblico e critica. Il gruppo si imbarca successivamente in un nuovo tour mondiale che li vedrà impegnati nello X-Mass Festival nel dicembre del 2001 insieme a Cannibal Corpse, Krisiun, Marduk e Dark Funeral, poi da headliner con il supporto degli Origin, degli Hate Eternal e degli Arch Enemy; prenderanno parte anche all'Art of Noise Tour con Napalm Death, Voivod e Strapping Young Lad, per finire nella primavera del 2003 supportando Danzig con Opeth e Behemoth, tra gli altri. Nell'estate del 2003 sono presenti anche al Gods of Metal in Italia e tengono un mini tour in Giappone. Nel dicembre dello stesso anno torneranno ancora in Europa per il classico X-Mass Festival europeo in compagnia dei Deicide, Misery Index, Amon Amarth ed altri.

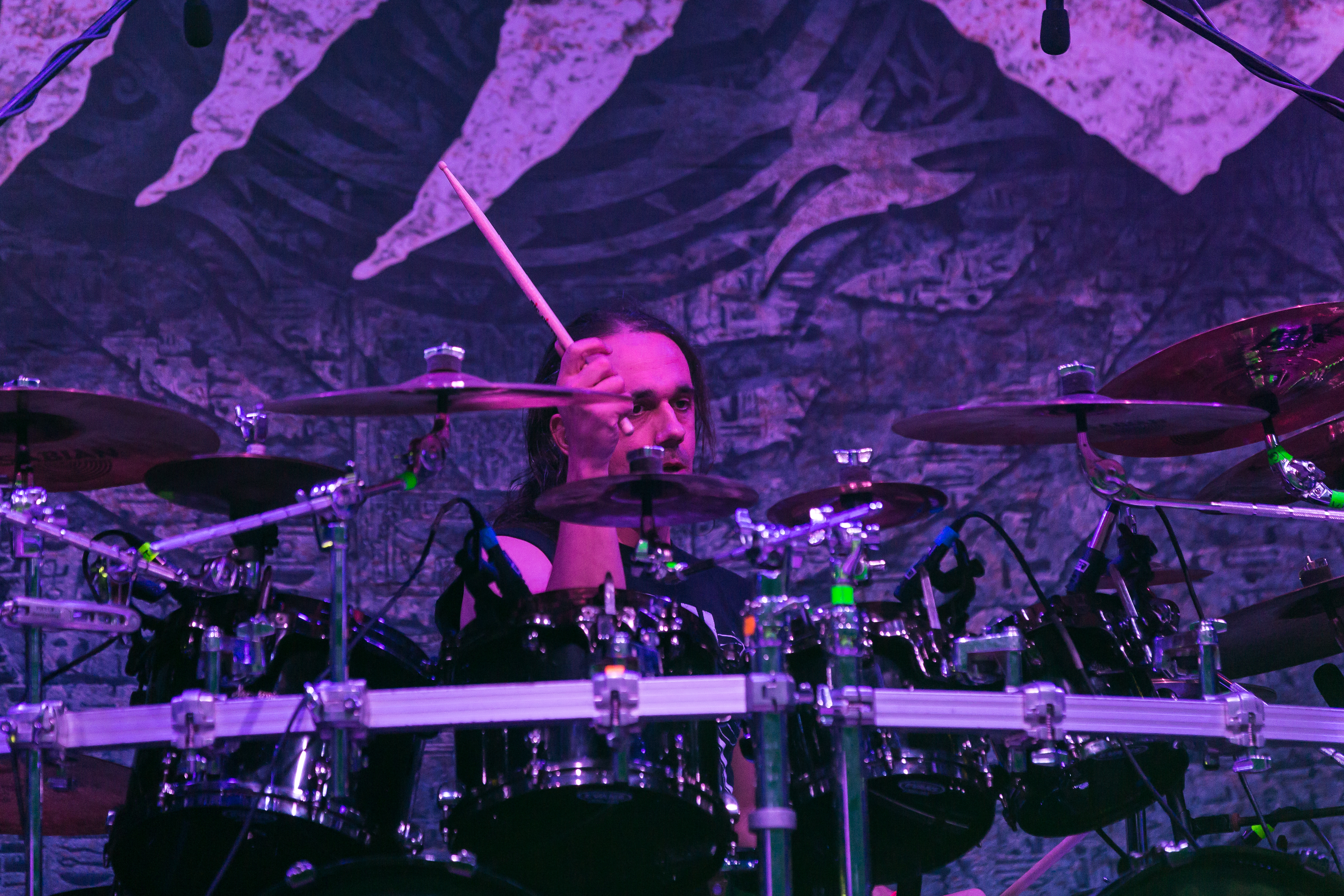
Il batterista George Kollias al Party.San Metal Open Air 2017

Dissidi all'interno del gruppo segneranno poi un periodo di stasi, dal quale ne uscirà con l'entrata in formazione del batterista George Kollias (proveniente dai greci Nightfall e Sickening Horror) e del bassista Joe Payne. Con questa formazione (Sanders, Toler-Wade, Kollias e Payne) nella primavera 2005 i Nile prendono parte al No Mercy Festival in Europa con Six Feet Under e Dying Fetus. Nel maggio del 2005 esce a distanza di tre anni da In Their Darkened Shrines, il quarto album Annihilation of the Wicked, pubblicato con il bassista Jon Vesano al posto di Payne. Registrato sempre sotto l'egida del produttore Bob Moore nei Soundlab Studios, questo album segnerà una notevole progressione verso composizioni sempre più estreme e veloci ma con un occhio sempre generoso alle parti epiche. Nel maggio del 2006 i Nile firmano un nuovo contratto discografico con la major heavy metal Nuclear Blast, e nel febbraio del 2007 entrano in studio per registrare il loro quinto album intitolato Ithyphallic. Nel marzo del 2007 i Nile vengono confermati per l'Ozzfest, diventando una delle prime band death metal a partecipare al festival. Nell'estate 2009 vengono completate le registrazioni del loro sesto album Those Whom the Gods Detest, pubblicato il 3 novembre. Nel 2010 è stato inoltre pubblicato dal gruppo il DVD, disponibile solamente durante i tour della band, Making Things That Gods Detest che documenta l'operato durante le registrazioni dell'album.

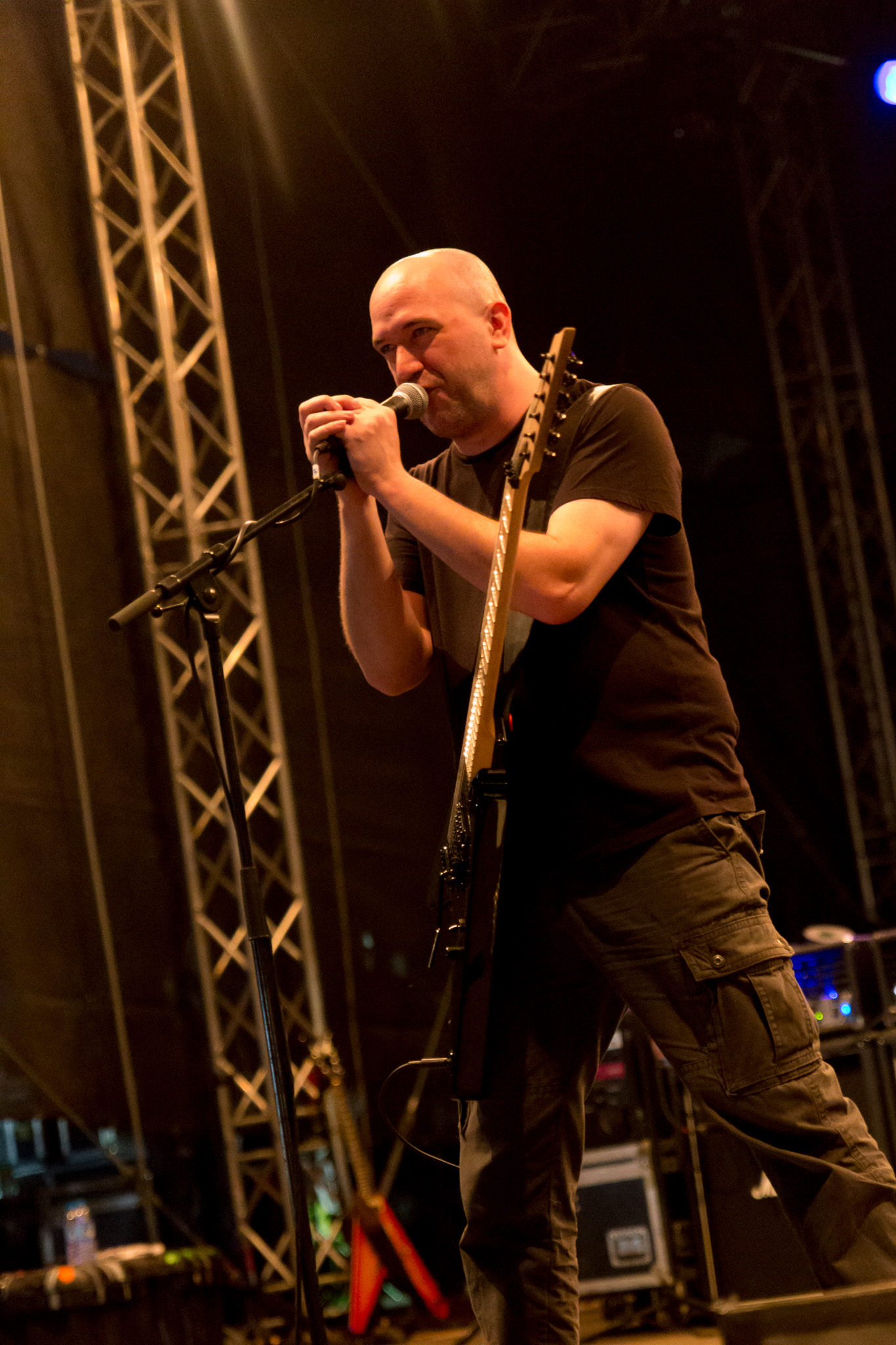
Dallas Toler-Wade al With Full Force 2014

Nel 2012 il bassista Chris Lollis abbandona la band durante le registrazioni del nuovo album e dopo tre mesi di assenza viene rimpiazzato da Todd Ellis. Nel giugno 2012 viene pubblicato il settimo album di inediti At the Gate of Sethu. Il 22 novembre dello stesso anno viene pubblicato su YouTube il video del singolo Enduring the Eternal Molestation of Flame, prima traccia dell'album. Nel 2013 i Nile partecipano al festival 70.000 Tons of Metal.

### Dal 2015 in poi

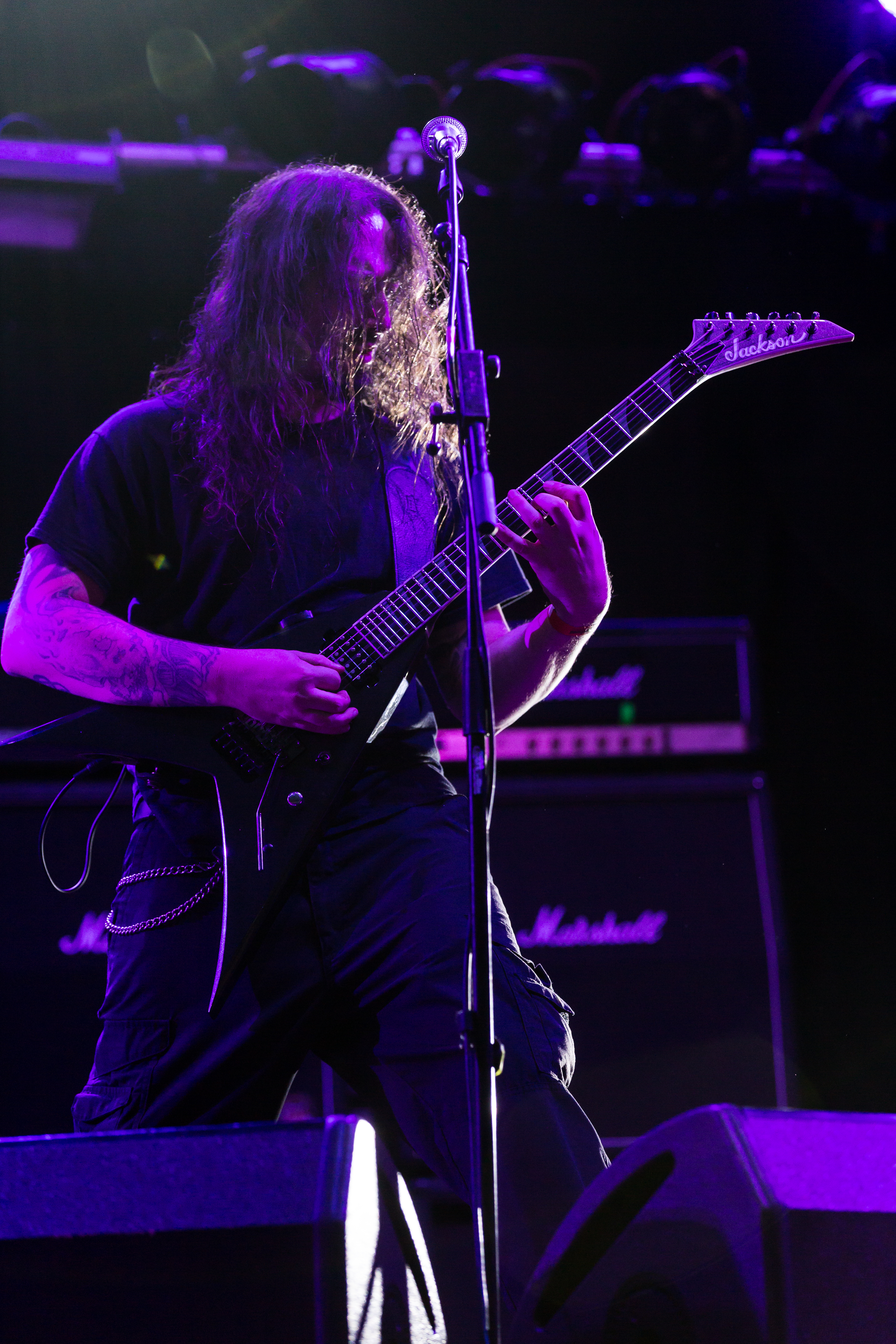
Il chitarrista Brian Kingsland in concerto nel 2017

Il 9 febbraio 2015 Todd Ellis annuncia la sua uscita dalla band a causa di divergenze musicali con gli altri componenti, mentre il 24 giugno viene annunciata l'uscita di un nuovo album, What Should Not Be Unearthed, per il 28 agosto. La pubblicazione del nuovo lavoro in studio viene preceduta dalla pubblicazione di due singoli, Call to Destruction e Evil to Cast Out Evil, rispettivamente il 24 luglio e il 13 agosto. Il 13 febbraio 2017 viene annunciata l'uscita dal gruppo del membro storico Dallas Toler-Wade: al suo posto viene reclutato Brian Kingsland, proveniente dalla band death metal Enthean.

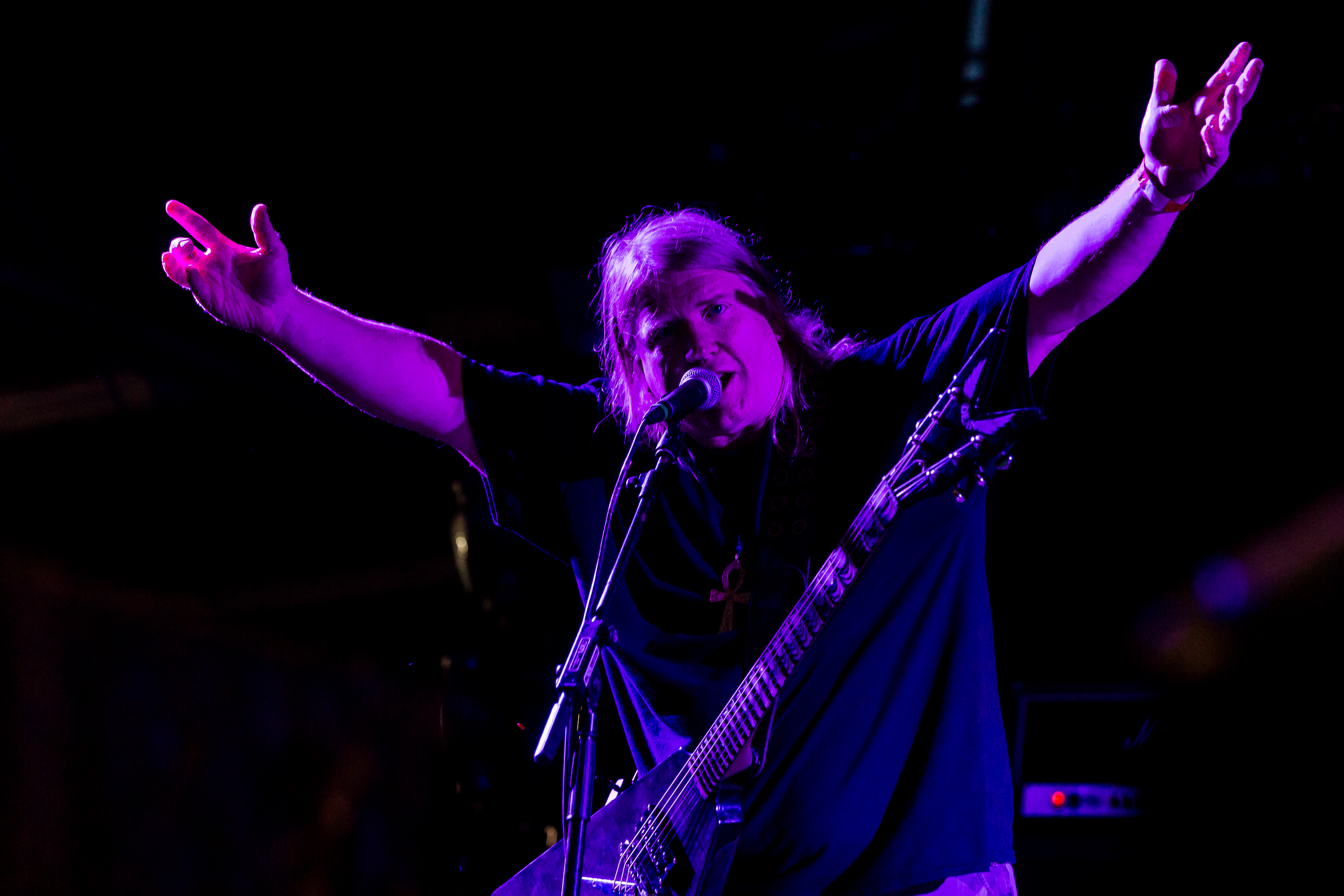
Karl Sanders nel 2017

Vile Nilotic Rites, nono album del gruppo, viene pubblicato nel 2019, supportato da una tournée internazionale che si protrae sino al 2023, a causa dei rinvii causati della pandemia di COVID-19. Durante il tour Kingsland rimane impossibilitato a partecipare alle date, venendo sostituito dal turnista Scott Eames. A causa di ulteriori impedenze riguardo la partecipazione ai tour di Kingsland, nel 2023 Eames viene rincalzato da Zach Jeter, mentre la band accoglie nella sua formazione il nuovo bassista e cantante Dan Vadim Von, già chitarrista dei Morbid Angel, che prende il posto di Brad Parris. Nel maggio 2024 viene pubblicato il singolo Chapter for Not Being Hung Upside Down on a Stake in the Underworld and Made to Eat Feces by the Four Apes, estratto dal decimo album The Underworld Awaits Us All, pubblicato dalla Napalm Records il 23 agosto 2024.

## Formazione

### Formazione attuale
- Karl Sanders – voce, chitarra, basso, tastiera (1993-presente)
- George Kollias – batteria, percussioni (2004-presente)
- Brian Kingsland – chitarra, voce (2017-presente)
- Dan Vadim Von – basso, voce (2023-presente)
- Zach Jeter – chitarra, voce (2024-presente)

### Ex componenti
- Chief Spires – basso, voce (1993-2001)
- Pete Hammoura – batteria, percussioni, voce (1993-2000)
- John Ehlers – chitarra (1996-1997)
- Dallas Toler-Wade – chitarra, basso, voce (1997-2017)
- Tony Laureano – batteria, percussioni (2000-2004)
- Jon Vesano – basso, voce (2001-2005)
- Chris Lollis – basso, voce (2007-2012)
- Todd Ellis – basso, voce (2012-2015)
- Brad Parris – basso, voce (2015-2022)

### Turnisti
- Julian David Guillen – basso, voce (2022-2023)
- Scott Eames – chitarra, voce (2022-2023)
- Tim Yeung – batteria (2003)
- Joe Payne – basso, voce (2005-2007)
- Steve Tucker – basso, voce (2005)

## Discografia
Album in studio
- 1998 – Amongst the Catacombs of Nephren-Ka
- 2000 – Black Seeds of Vengeance
- 2002 – In Their Darkened Shrines
- 2005 – Annihilation of the Wicked
- 2007 – Ithyphallic
- 2009 – Those Whom the Gods Detest
- 2012 – At the Gate of Sethu
- 2015 – What Should Not Be Unearthed
- 2019 – Vile Nilotic Rites
- 2024 – The Underworld Awaits Us All

Raccolte
- 1999 – In the Beginning
- 2007 – Legacy of the Catacombs
- 2011 – Worship the Animal - 1994: The Lost Recordings

EP
- 1995 – Festivals of Atonement
- 1997 – Ramses Bringer of War

Demo
- 1994 – Nile
- 1996 – Ramses Bringer of War

## Videografia
Videoclip
- Execration Text
- Sarcophagus
- Sacrifice Unto Sebek
- Papyrus Containing the Spell to Preserve Its Possessor Against Attacks From He Who Is in the Water
- Enduring the Eternal Molestation of Flame
- Call to Destruction
- Evil to Cast Out Evil
- Chapter for Not Being Hung Upside Down on a Stake in the Underworld and Made to Eat Feces by the Four Apes